# Thereus illex
Thereus illex is een vlinder uit de familie van de Lycaenidae. De wetenschappelijke naam van de soort werd als Thecla illex in 1902 gepubliceerd door Schaus.

## Synoniemen
- Thecla cetra Draudt, 1920